# Mihael Vošnjak
Mihael Vošnjak, poslanec, politik, gospodarstvenik in ustanovitelj hranilništva na Slovenskem rojen 18. 9. 1837 v Šoštanju, umrl 2. 7. 1920 v Glionu, Švica.
Mihael Vošnjak se je rodil v trgu Šoštanj na št. 27 »Pri Mihelnu« v hiši usnjarja in meščana Mihaela Woschnagga in Jožefe, rojene Križan. Najstarejši sin Franz je bil po tradiciji določen, da bo prevzel usnjarsko obrt, mlajša brata Josipa in Mihaela pa je oče poslal na študije. Osnovno šolo (1., 2. razred) je Mihael obiskoval v letih 1845–1947 v Šoštanju in 1847/48 (3. razred) v Celju, realno šolo 1848–1850 (1., 2. razred) v Celju in 1850–52 (3., 4. razred) v Gradcu. Tehniko je študiral v Gradcu od 1852 do 1856 in jo končal na Dunaju 1857. Že kot študent se je zanimal za narodno-gospodarska vprašanja in zato poslušal predavanja še iz knjigovodstva, meničnega prava, kmetijstva in gozdarstva. Po diplomi je kot inženir deloval na železnici do upokojitve 1871. V začetku 80. let 19. stoletja se je poročil z vdovo Henrietto Mayer, rojeno Deutschmann (1840–1924). 1882 se je v njunem zakonu rodil edini sin, kasnejši dr. prava Bogumil Vošnjak (1882–1959), ki je tako polbrat odvetnika dr. Frana Mayerja. Sin Bogumil je bil pravnik, univerzitetni profesor in diplomat. Zaradi njegovih zdravstvenih težav se je Mihael pred prvo svetovno vojno preselil v Gorico in kasneje v Švico. Umrl je v 2. julija 1920 v Glionu v Territitu v Švici, od koder so njegove posmrtne ostanke leta 1927 prenesli v Jugoslavijo in ga pokopali v Šentilju pri Velenju.
Inž. Mihael Vošnjak (1837–1920) je bil železničarski strokovnjak, politik, deželni in državni poslanec in ustanovitelj hranilništva na Slovenskem. Kot železniški strokovnjak je v letih 1856–1858 sodeloval pri izgradnji železniške proge Logatec–Postojna, zaslužen pa je za izgradnjo železniške proge Celje–Velenje 1891 in 1899 do Dravograda. Leto po upokojitvi, 1880, se je naselil v Celju in se pod vplivom brata Josipa začel poglabljati v gospodarske razmere in pomen kreditnega zadružništva.  1881 je ustanovil Celjsko posojilnico po zgledu Schulze-Delitzscheve hranilnice in posojilnice. Aktivno je pomagal pri ustanavljanju hranilnice in posojilnice tudi drugod, npr. šoštanjske hranilnice 1874, 1881 v Ljubljani, Vrhniki in Žalcu; 1882 v Mariboru in Sevnici; 1883 v Gorici in na Ptuju; 1884 v Črnomlju, Slov. Konjicah, Kopru in Krškem. Na njegovo pobudo je 1883 pet hranilnic na zboru v Celju ustanovilo Zvezo slov. posojilnic, ki je kasneje zajela vse Slovenske hranilnice in posojilnice. 1905 je bila na njegov predlog v Celju ustanovljena Zadružna zveza. V 80-ih letih se je začel boriti s celjskimi Nemci in nemškutarji, pri čemer je pokazal velike organizacijske sposobnosti in smisel za zbiranje narodnega kapitala, ki naj bi bil osnova za gospodarsko neodvisnost in kulturni razvoj.
Bil je poslanec za kmečki okraj Celje v štajerskem deželnem zboru v Gradcu (1884–1897) in državnem zboru na Dunaju (1885–1897).
- Aplinc, Miran, Vošnjaki industrialci iz Šoštanja, Šoštanj 2005
- Slovenski biografski leksikon
- Šaleški biografski leksikon